# Härbärgskläppen
Härbärgskläppen är en ö nära Skäriråsen i Nagu,  Finland. Den ligger i Skärgårdshavet eller Norra Östersjön i Pargas stad i den ekonomiska regionen  Åboland i landskapet Egentliga Finland, i den sydvästra delen av landet. Ön ligger omkring 4 kilometer sydost om Skäriråsen, 45 kilometer söder om Nagu kyrka, 77 kilometer söder om Åbo och omkring 180 kilometer väster om Helsingfors. Närmaste allmänna förbindelse är förbindelsebryggan vid Borstö som trafikeras av M/S Nordep. Härbärgskläppen ligger 6 meter över havet.
Öns area är 4,1 hektar och dess största längd är 0,5 kilometer i öst-västlig riktning.  Det finns inga samhällen i närheten.